# Silberberg (Todtnau)
Der Silberberg ist mit einer Höhe von 1358,9 m ü. NHN (neben dem Spießhorn, 1350,8 m ü. NHN) der markanteste Gipfel der Berggruppe um das Herzogenhorn (1415,6 m ü. NHN) im Schwarzwald, Baden-Württemberg (Deutschland). Er liegt etwa 4 Kilometer östlich der Stadt Todtnau.

## Lage und Topographie

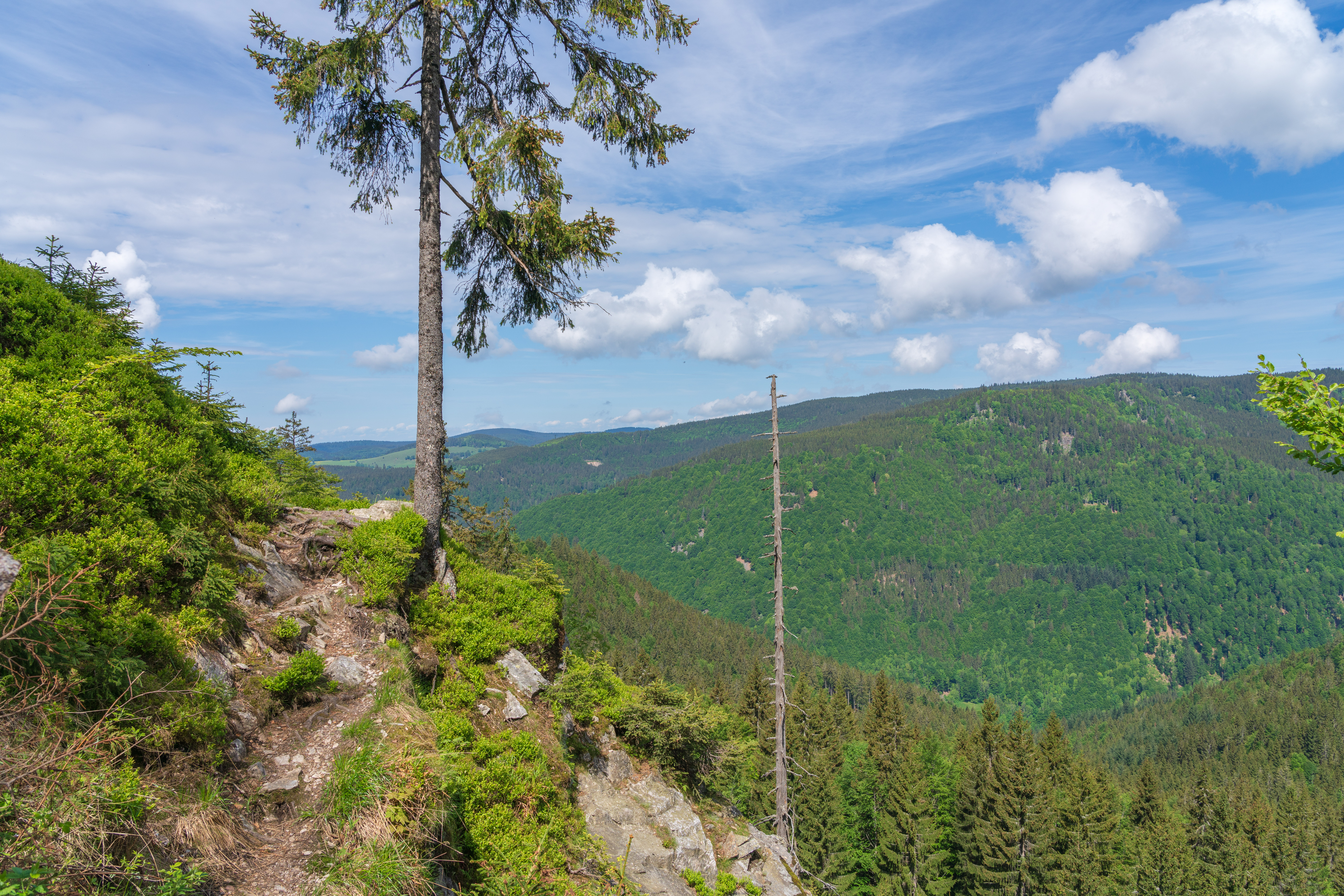
Der Silberbergpfad quert den zum Tal der Wiese abfallenden Nordhang.

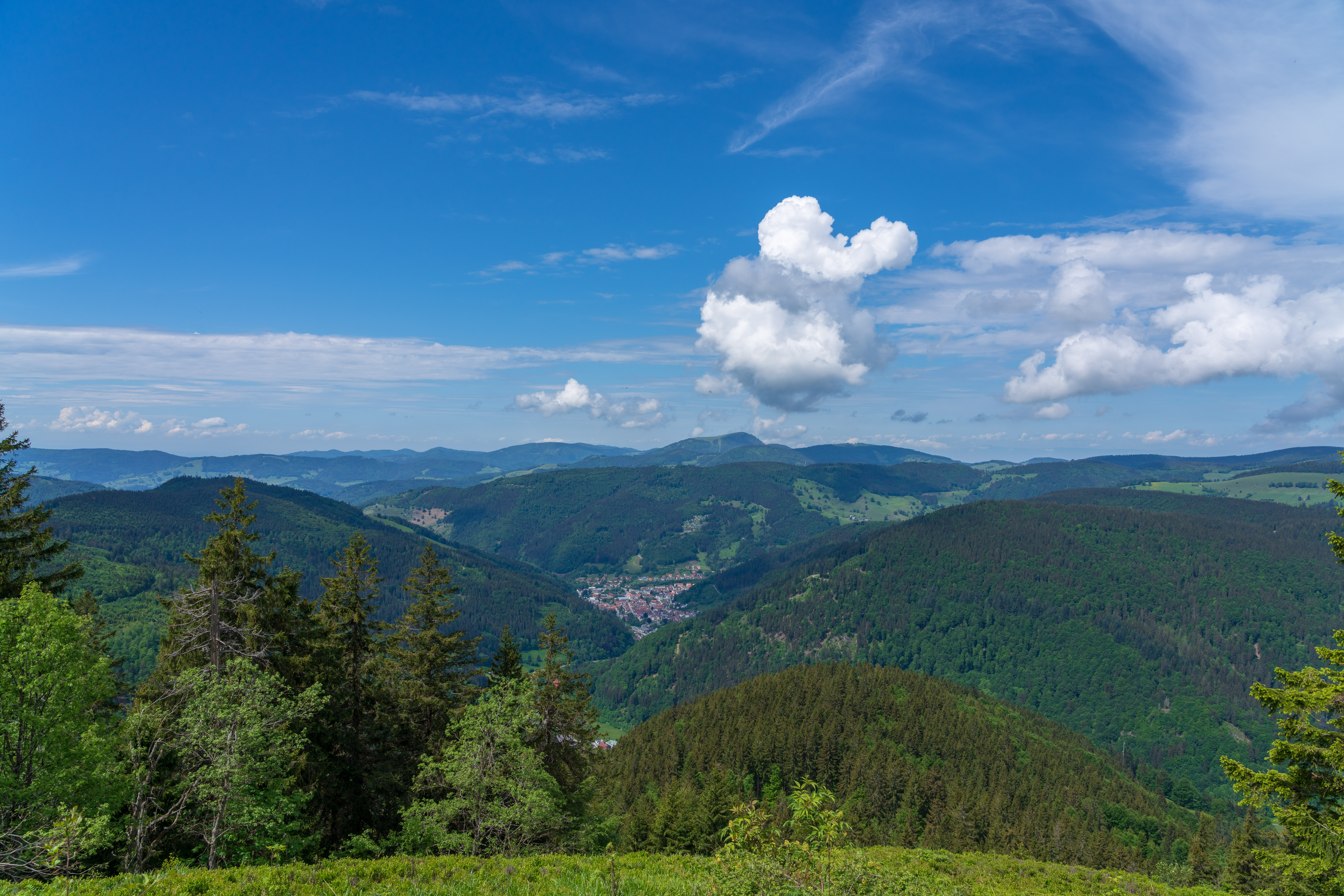
Blick vom Silberberg auf Todtnau

Das zentrale Hochgebiet des Südschwarzwalds wird gebildet vom Feldberggebiet (1493 m ü. NHN) im Norden und der Berggruppe um das Herzogenhorn im Süden, beide getrennt durch den Feldbergpass und das tiefe Trogtal der oberen Wiese. Zum Wiesental hin fällt die besonders nach Norden hin felsige Kuppe des Silberberges in einem der höchsten Steilhänge des Feldberggebietes um gut 550 Meter ab. Südöstlich wird der Berg begrenzt vom oberen Prägbachtal. Es verläuft parallel zu dem der Wiese, jedoch 400 Meter höher, wodurch der Südosthang nur sanft geneigt ist. Er geht in die Hochweiden des oberen Prägbachtales über. Der bewaldete Nordhang ist durch karartige Nischen und klippendurchsetzte, teilweise gratartige Rücken gegliedert.

## Gesteine und Mineralien
Der Silberberg ist wie fast das gesamte obere Wiesental im Wesentlichen aus Paragneisen aufgebaut. Eingeschaltet sind hier außerdem einige gangförmige Porphyr-Vorkommen, die wahrscheinlich gegen Ende der variszischen Gebirgsbildung entstanden sind, und Amphibolite. Beide sind recht verwitterungsbeständig und neigen daher zur Klippenbildung.
Der Silberberg ist von mehreren Mineralgängen durchzogen mit einer Gesamtlänge von mehreren Kilometern und mittleren Mächtigkeiten von bis zu 1,2 Metern. In den Quarz-, Flussspat-, Schwerspat-, Kalkspat- und Dolomit-Gängen finden sich vor allem Bleiglanz, Kupferkies und Silbererz. Der Silberberg ist außerdem die bisher einzige Tremolit-Fundstelle im Schwarzwald.

## Bergbau
Der Name des Berges deutet auf früheren Bergbau auf Silber hin. Er gehört zum Todtnauer Bergbaurevier, in dem schon im frühen Mittelalter Silber gefördert wurde. Die älteste urkundliche Erwähnung von Erzgruben am Silberberg stammt aus dem Jahr 1028. Im westlich benachbarten Kar Zimmerwinkel wurde letztmals ab 1968 durch die Gewerkschaft Finstergrund der Stollen Dr. Tholus Brunnen aufgefahren, um Fluorit und Baryt zu gewinnen, der Betrieb wurde jedoch 1970 wieder eingestellt.

## Tourismus
Durch die steilen Nordhänge des Silberberges führt ein Felsensteig, der einst vom Schwarzwaldverein angelegt worden war, inzwischen jedoch, ähnlich dem Alpinen Pfad am Feldberg, aufgelassen ist. Der abwechslungsreiche Pfad weist wenige ausgesetzte Passagen auf und ist noch passierbar.